# Marc Athanase Parfait Œillet Des Murs

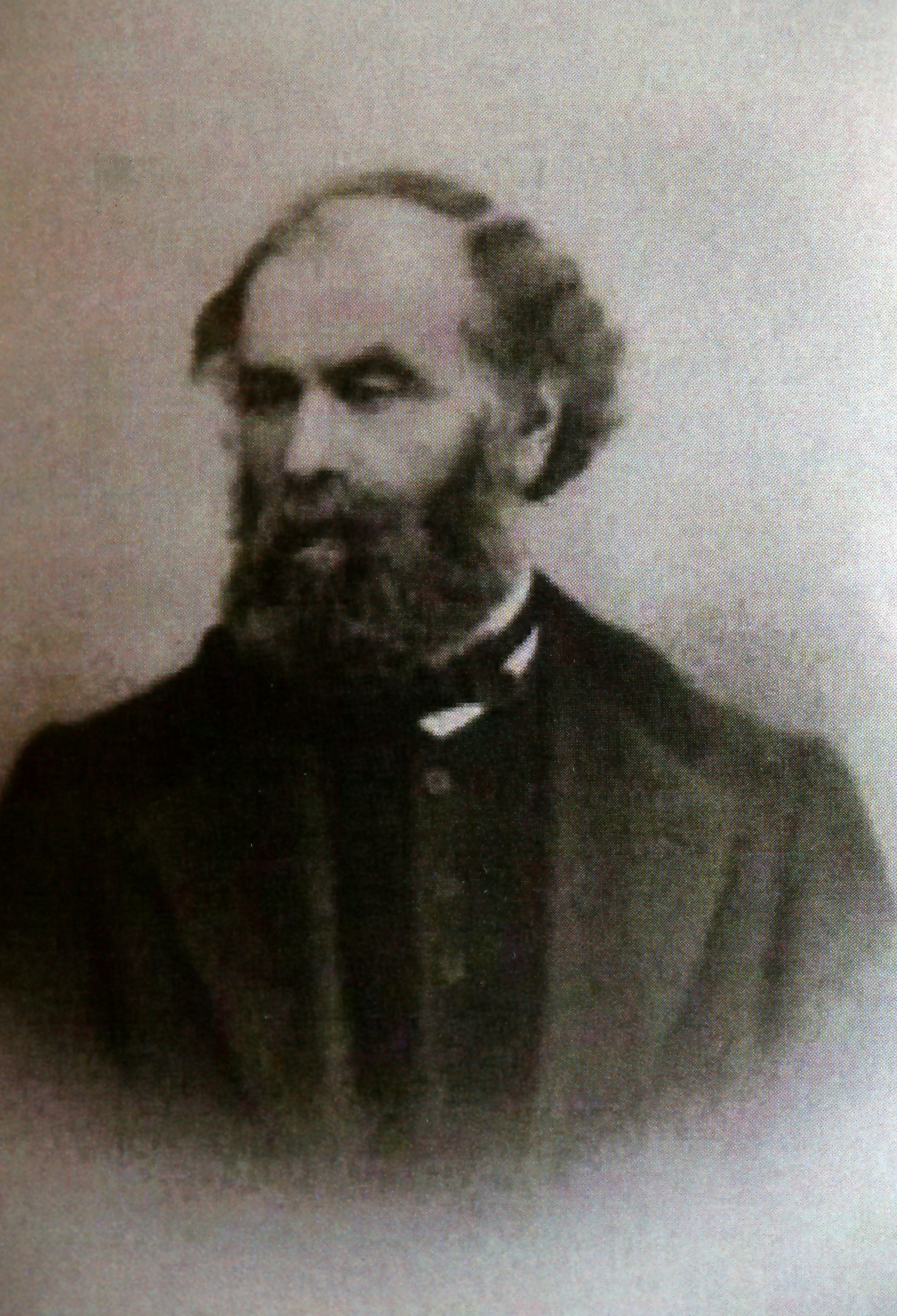
Bild des ehemaligen Bürgermeisters Œillet Des Murs (1804–1894) im Rathaus von Nogent-le-Rotrou

Marc Athanase Parfait Œillet Des Murs (* 18. April 1804 in Paris; † 25. Februar 1894 in Nogent-le-Rotrou) war ein französischer Ornithologe, Oologe und Bürgermeister von Nogent-le-Rotrou. Sein offizielles Autorenkürzel lautet »Des Murs«

## Leben

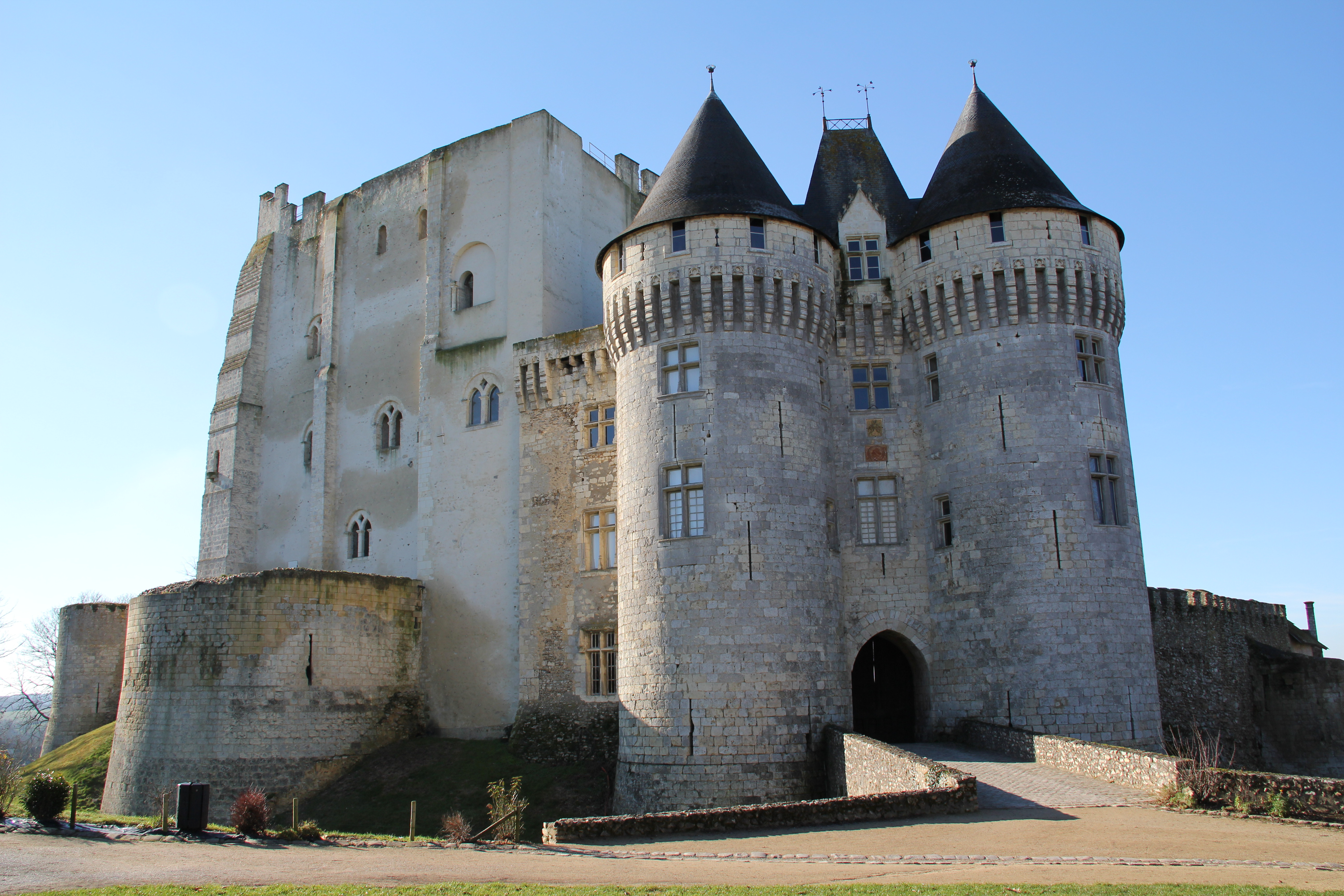
Château Saint-Jean

Eintrag seines Todes bei der Stadt Nogent-le-Rotrou aus dem Jahr 1894

Des Murs war der Sohn von Jacques Athanase Parfait Œillet Des Murs und Marie Henriette geb. Gard. Nach seinem Jurastudium trat er 1833 in die französische Magistratur am Conseil d’État ein. Hier ersetzte er zunächst Laval, der 1838 seinen Dienst quittierte. Zwischen 1841 und 1846 diente er als Anwalt am Revisionsgericht und half unter der Regie von König Louis-Philippe I. beim Wiederaufbau. 1843 kaufte Des Murs vom Grafen Leclerc de Bussy in Nogent-le-Rotrou das Château Saint-Jean, um es zu restaurieren. Durch den Hundertjährigen Krieg gab es in den Mauern einen Durchbruch, der durch den Angriff der Engländer entstanden war. Des Murs versuchte diesen Durchbruch durch eine Mauer mit einigen Fenstern zu kaschieren. Durch die Baumaßnahmen erschöpften sich Des Murs’ Finanzen und 1885 musste er das Schloss schließlich an Jousset de Bellême verkaufen. Er zog in die Rue Saint-Laurant, wo er auch verstarb.
Als verantwortlicher Stadtbibliothekar entwickelte er ein starkes Interesse an dem Schloss und seiner Geschichte. Dies zeigte sich in seiner Publikationen Histoire des comtes du Perche de la famille des Rotrou de 943 a 1231, die sich mit der Geschichte der Grafen von Le Perche und der Familie Rotrou beschäftigt. Mit Éphémérides du château et de la ville de Nogent-le-Rotrou sous les principaux seigneurs de cette baronnie erschien im Jahr 1888  ein zweites Buch von ihm zu diesem Thema.
Nach seinem Umzug nach Nogent-le-Rotrou wurde er zunächst Stadtverordneter und per königlicher Verordnung stellvertretender Bürgermeister. Vom 9. August 1860 bis 9. September 1868 amtierte er laut kaiserlichem Dekret von Napoleon III. als Bürgermeister von Nogent-le-Rotrou. Zwischen 1873 und 1880 war er Generalrat des Kanton Nogent-le-Rotrou.
Œillet Des Murs war mit Caroline Euphrasie Naulot verheiratet, die im Jahr 1899 verstarb. Mit ihr hatte er zwei Kinder. Der Sohn Alfred Henri Edme Des Murs arbeitete als Friedensrichter in Paris und war Mitglied der Société entomologique de France. Die Tochter hieß Geneviève. Seinem Sohn, der am 26. Juni 1842, geboren wurde, widmete er 1856 den Namen in der Breithauben-Stirnvogel-Unterart Psarocolius angustifrons alfredi, in dem er diesen ermunterte für die Wissenschaft zu leben. Am 26. November 1896 verstarb sein Sohn in Nogent-le-Rotrou.

## Der Ornithologe und Oologe Œillet Des Murs
Zwischen 1842 und 1887 veröffentlichte O. Des Murs zahlreiche Beiträge in Fachmagazinen und Büchern und schrieb Besprechungen zu Publikationen und Monographien anderer Autoren. Viele der Beiträge wurden in den wissenschaftlichen Zeitschriften Revue zoologique, Revue et magasin de zoologie pure et appliquée, Magasin de zoologie und Bulletin de la Société nationale d’acclimatation de France publiziert. Neben der Ornithologie war es insbesondere die Oologie, die ihn faszinierte.
Mit der Iconographie ornithologique veröffentlichte er 1849 sein wohl wichtigstes ornithologisches Werk. Es handelte sich um eine Fortsetzung von Georges-Louis Leclerc de Buffons (1707–1788) Planches enluminées und Coenraad Jacob Temmincks (1778–1858) sowie Guillaume Michel Jérôme Meiffren de Laugier, Baron von Chartrouses (1772–1843) Werk Nouveau Recueil de Planches coloriées d'Oiseaux. Die handkolorierten Lithographien stammten von Lucien Alphonse Prévost (1799–1846) und Paul Louis Oudart (1796–1860). Zum Erfolg des Buches trugen außerdem François Victor Masséna, zweiter Herzog von Rivoli und dritter Fürst von Essling (1799–1863), Frédéric de Lafresnaye (1783–1861), René Primevère Lesson (1794–1849), Jules de Lamotte und Louis Antoine François Bâillon (1778–1855) bei. Einige Beschreibungen stammten von ihm und dem wissenschaftlichen Mitarbeiter des Muséum national d’histoire naturelle Florent Prévost (1794–1870), mit dem er auch in weiteren Publikationen zusammenarbeitete. Beide bearbeiteten das Kapitel Vögel im Band über Zoologie des Werkes Voyage autour du monde sur la frégate la Vénus, die während einer Weltumsegelung von Abel Aubert Dupetit-Thouars (1793–1864) gesammelt wurden. Die Kapitel Säugetiere wurde von Isidore Geoffroy Saint-Hilaire (1805–1861), die Reptilien von Auguste Henri André Duméril (1812–1876) und die Fische von Achille Valenciennes (1794–1865) bearbeitet. Im Jahr 1853 erschien im Journal für Ornithologie eine Nachbetrachtung zur Ikonografie von Christian Ludwig Brehm (1787–1864).
Neben seinen eigenen Werken edierte er die Vogelkapitel in Voyage en Abyssinie: exécuté pendant les années 1839, 1840, 1841, 1842 von Charlemagne Théophile Lefebvre (1811–1860), die Encyclopédie d’histoire naturelle von Jean-Charles Chenu (1808–1879) und Francis de La Porte de Castelnaus (1812–1880) Animaux nouveaux ou rares recueillis pendant l’expédition dans les parties centrales de l’Amérique du Sud, de Rio de Janeiro à Lima, et de Lima au Para. Zusammen mit Chenu und seinem Freund Jules Verreaux (1807–1873) publizierte er die Leçons élémentaires sur l’histoire naturelle des oiseaux, wobei später ein Nachtrag über die Falknerei ohne einen Beitrag von Verreaux erschien. Zum Tode Verreaux’ veröffentlichte Des Mus einen Nachruf. Auch Claudio Gay (1800–1873) bediente sich in dem achtbändigen Werk über die Zoologie Chiles, welche unter dem Namen Historia fisica y politica de Chile segun documentos adquiridos en esta Republica durante doce años de residencia en ella erschienen, der Hilfe Des Murs’. Während Des Murs die Vögel bearbeitete, waren Antoine Alphonse Guichenot (1809–1876) für die Reptilien und Fische, Hercule Nicolet (1801–1872) für die Spinnen und Krebstiere, Antoine Joseph Jean Solier (1792–1851) für die die Käfer, Paul Gervais (1816–1879) für die Tausendfüßer und große Teile der Insekten, Maximilian Spinola (1780–1857) für Schnabelkerfe und Hautflügler sowie Louis Hippolyte Hupé́ (1819–1867) für die Weichtiere zuständig.
Des Murs’ bedeutendstes oologisches Werk war Traité général d’oologie ornithologique au point de vue de la classification aus dem Jahr 1860. Auf diesem Spezialgebiet galt er als Vorreiter. Noch im gleichen Jahr erschien im Journal für Ornithologie eine Kritik zum Buch von Eduard Baldamus (1812–1893). Hierin zeigte sich Baldamus ein wenig enttäuscht. So schrieb er:

„Man wird finden, dass diese Eintheilung an sich mangelhaft ist – was soll eine Bestimmung, wie: ‚weniger glänzend als vorhergehende Reihe?‘ – und das, abgesehen davon, auch die Einordnung der Familien in die genannten Reihen nicht immer eine glückliche ist. … Doch dürfen wir dies Kapitel nicht verlassen, ohne unser Bedauern auszusprechen, dass der Hr. Verf., der Thienemann’s bezügliche Untersuchung erwähnt, der Frage der Krystallisation des Kornes, der Beschaffenheit der Poren etc. so wenig gerecht geworden ist.“

Doch schließt Baldamus seine Ausführungen mit den Worten:

„… und sehr genaue Sach- und Namen-Register beschliessen das interessante Werk, dem wir, trotz der mancherlei später auch noch im Einzelnen nachzuweisenden Irrthümer und Ungenauigkeiten, die in der Sache selbst und der Stellung des Einzelnen dazu ihre entschuldigende Erklärung finden, das Prädikat eines in der Geschichte der Oologie epochemachenden zugestehen müssen.“

Auch in The Ibis setzte man sich äußerst kritisch mit dem Werk auseinander. Trotz der offensichtlichen Schwächen wurde hier anerkannt, dass die Oologie bei der Klassifizierung von Vögeln mit einbezogen werden sollte. So hieß es:

“That, in future, naturalists must of necessity take Oology into account when investigating the classification of birds, we regard as inevitable; but we may be permitted to place on record our deliberate conviction that a schema composed solely with reference to this one branch of ornithology will never lead us to a true comprehension of the system of nature in relation to the class Aves.”

„Dass in der Zukunft Naturwissenschaftler notwendigerweise die Oologie in Betracht ziehen müssen, wenn sie die Ordnung der Vögel klassifizieren, halten wir für unerlässlich; aber es mag uns die Bemerkung aus bedachter Überzeugung erlaubt sein, dass eine Ordnung, die nur auf diesem Einzelgebiet der Ornithologie aufsetzt, niemals zu einem wirklichen Verständnis der Systematik der Natur im Bezug auf die Klasse der Vögel führen wird.“

Ein 1863 veröffentlichter Artikel von Des Murs beschäftigte sich mit den Eiern des ausgestorbenen Riesenalks (Alca impennis).
Im Dezember 1848 kaufte Thomas Bellerby Wilson (1807–1865) die gesamte Eiersammlung von Des Murs, die er zusammen mit vielen anderen aufgekauften Sammlungen dem Museum der Academy of Natural Sciences in Philadelphia vermachte. Die Sammlung bestand aus Eiern von 1281 verschiedenen Arten, 3449 verschiedenen Typusexemplaren und 10 Vogelnestern, wovon nur 1041 Arten bestimmt werden konnten.
In seinen zahlreichen Publikationen arbeitete Des Murs u. a. mit Jules Verreaux, dessen Bruder Édouard Verreaux (1810–1868), dem Zoologen Jacques Pucheran (1817–1895), dem Mediziner und Tierpräparator Émile Deville (1824–1853), dem Entomologen und Arachnologen Pierre Hippolyte Lucas (1814–1899) und Florent Prévost zusammen.
Seine späten Publikationen, die unter dem Titel Description des oiseaux d’Europe, de leurs oeufs et de leurs nids: musée ornithologique illustré erschienen, sind wohl aus seiner finanziell angespannten Lage entstanden. So kostete der erste Band 50 Francs, der zweite Band 45 Francs, der dritte Band, bestehend aus zwei Teilen, 80 Francs und der vierte Band 40 Francs. Kaufte man alle Bände, konnten sie zum Preis von 200 Francs erworben werden.

## Mitgliedschaften
Im Jahr 1840 wurde Des Murs von Jules Verraux in die Société Cuvierienne eingeführt. Er warb neue Mitglieder, darunter 1842 den Zoologen, Archäologen und Kustos der zoologischen Galerie des Museums von Troyes Jules Ray (1815–1883). In der Geological Society of London wurde er gewähltes Mitglied. Weitere Mitgliedschaften folgten in vielen wissenschaftlichen Gesellschaften wie der Academia Real das Ciências de Lisboa, der Zoological Society of London, der Société Philomathique. Von der Société nationale d’acclimatation de France wurde er mit einem Preis ausgezeichnet.

## Dedikationsnamen
Im Jahr 1870 beschrieb Jules Verreaux eine für die damalige Wissenschaft neue Art unter dem Namen Picus Desmursi, die heute als Unterart Dendrocopos darjellensis desmursi des Darjeelingspechts gilt. Die Bälge hatte der Priester und Missionar Armand David aus Tibet und China mitgebracht. Bei dem in der englischen Literatur manchmal benutzten Trivialnamen Des Murs’s Wiretail handelt es sich um den Fadenschwanzschlüpfer Sylviorthorhynchus desmurii (Des Murs, 1847). Oft findet man in der Literatur das Artepitheton fälschlicherweise mit „s“, also als „desmursii“. Im Englischen kommt gelegentlich auch der Trivialname Des Murs’ Spotted Antbird für den Weißflecken-Ameisenwächter (Hylophylax punctulatus) vor.

## Erstbeschreibungen von Marc Athanase Parfait Œillet Des Murs
Marc Athanase Parfait Œillet Des Murs hat viele Familien, Gattungen, Arten und Unterarten als Erstautor beschrieben.

### Familie
Zu den Familien, die O. Des Murs beschrieben hat, gehören:
- Würgerkrähen (Cracticidae) Chenu & Des Murs 1853

### Gattungen
Zu den Gattungen, die O. Des Murs beschrieben hat, gehören chronologisch:
- Galbalcyrhynchus Des Murs, 1845
- Sylviorthorhynchus Des Murs, 1847
- Casiornis Des Murs, 1856
- Rhynochetos J. Verreaux & Des Murs, 1860

### Arten

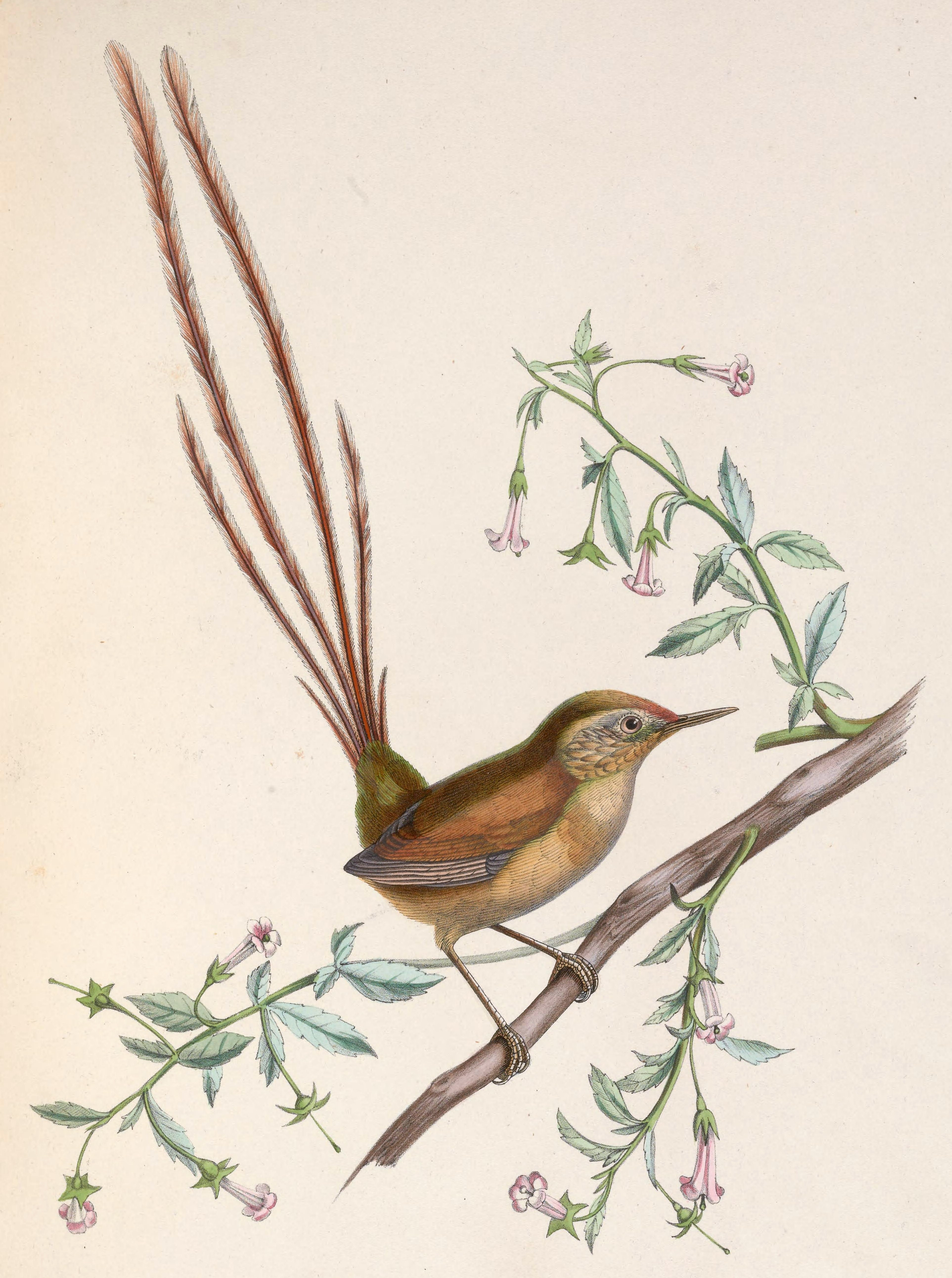
Fadenschwanzschlüpfer, gemalt von Paul Louis Oudart (1796–1850), in Iconographie Ornithologique

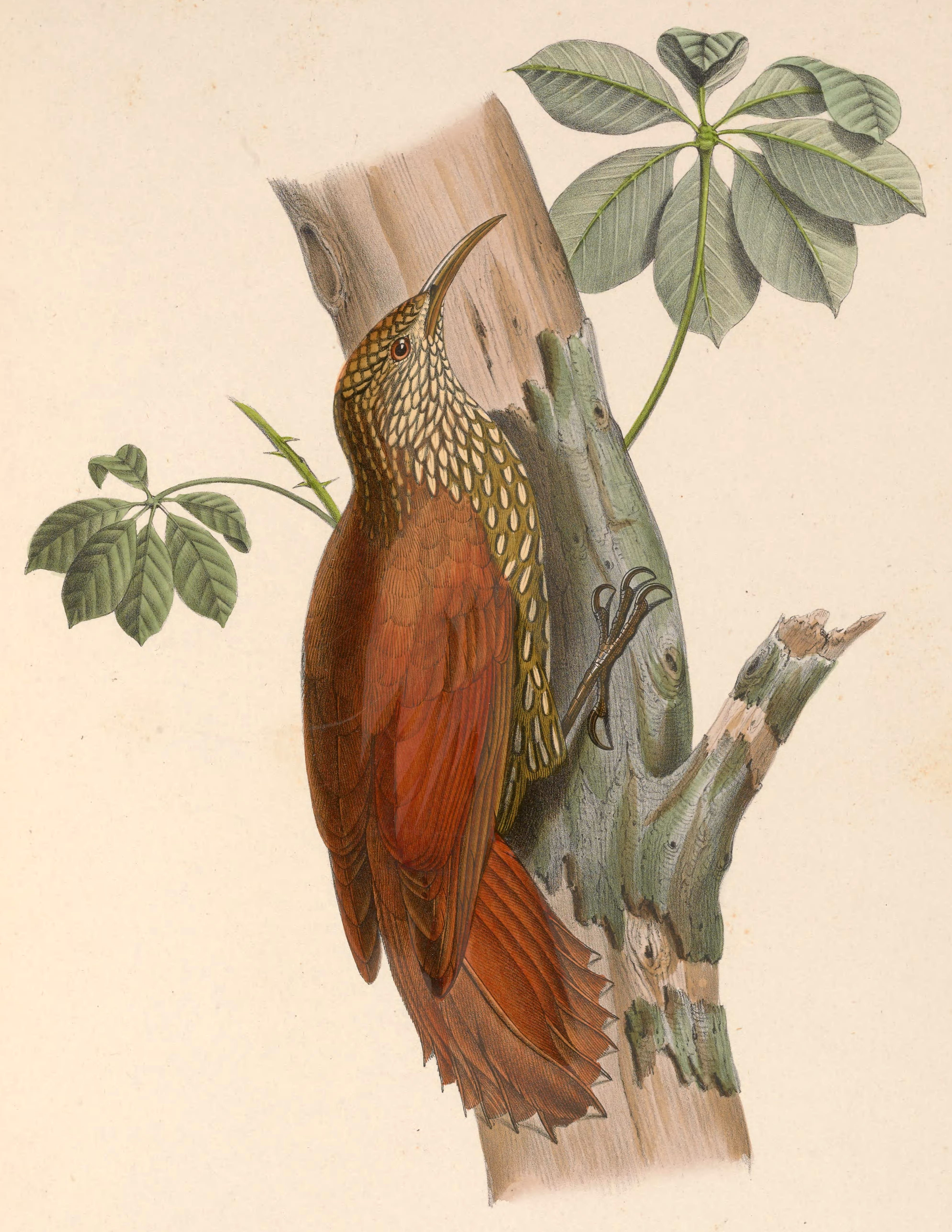
Bergwald-Baumsteiger, gemalt von Oudart (1796–1850) in Iconographie Ornithologique

Zu den Arten, die O. Des Murs beschrieben hat, gehören chronologisch:
- Isidoradler (Oroaetus isidori) (Des Murs, 1845)
- Madagaskarseeadler (Haliaeetus vociferoides) Des Murs, 1845
- Kastanienglanzvogel (Galbalcyrhynchus leucotis) Des Murs, 1845
- Einfarb-Stelzenralle (Mesitornis unicolor) (Des Murs, 1845)
- Rostkopfpapagei (Hapalopsittaca amazonina) (Des Murs, 1845)
- Karminspint (Merops nubicoides) Des Murs & Pucheran, 1846
- Weißwangenammer (Melozone biarcuata) (Prévost & Des Murs, 1846)
- Goldnackentangare (Tangara ruficervix) (Prévost & Des Murs, 1846)
- Ockerbauch-Ameisenpitta (Grallaria squamigera) Prévost & Des Murs, 1846
- Kleine Bartameisenpitta (Grallaria guatimalensis) Prévost & Des Murs, 1846
- Ohrfleck-Bartvogel (Trachyphonus darnaudii) (Prévost & Des Murs, 1847)
- Graumantelwürger (Lanius excubitoroides) Prévost & Des Murs, 1847
- Fadenschwanzschlüpfer (Sylviorthorhynchus desmurii) Des Murs, 1847
- Ohrflecktaube (Zenaida auriculata) (Des Murs, 1847)
- Amazonastrogon (Trogon ramonianus) Deville & Des Murs, 1849
- Bergwald-Baumsteiger (Lepidocolaptes lacrymiger) (Des Murs, 1849)
- Lanzettstrichel-Baumsteiger (Lepidocolaptes souleyetii) (Des Murs, 1849)
- Rotbart-Fruchttaube (Ptilinopus mercierii) (Des Murs & Prévost, 1849)
- Streifenkarakara (Phalcoboenus carunculatus) Des Murs, 1853
- Zimmers Baumsteiger (Xiphorhynchus kienerii) (Des Murs, 1855)
- Rotbrusthabicht (Accipiter toussenelii) (Verreaux, J, Verreaux, E & Des Murs, 1855)
- Graurücken-Mückenfresser (Conopophaga peruviana) Des Murs, 1856
- Weißflecken-Ameisenwächter (Hylophylax punctulatus) (Des Murs, 1856)
- Zimttrauerkotinga (Schiffornis major) Des Murs, 1856
- Diademzierlori (Charmosyna diadema) (Verreaux,J & Des Murs, 1860)
- Neukaledoniensittich (Cyanoramphus saisseti) Verreaux,J & Des Murs, 1860
- Pelzralle (Gallirallus lafresnayanus) Verreaux,J & Des Murs, 1860
- Rotgesicht-Honigfresser (Gymnomyza aubryana) (Verreaux,J & Des Murs, 1860)
- Kagu (Rhynochetos jubatus) Verreaux,J& Des Murs, 1860
- Rotsteiß-Raupenfänger (Coracina analis) (Verreaux,J & Des Murs, 1860)
- Beaudouin-Schlangenadler (Circaetus beaudouini) Verreaux,J & Des Murs, 1862

### Unterart
Zu den Unterarten, die O. Des Murs beschrieben hat, gehören chronologisch:
- Sturzbachente (Merganetta armata colombiana) Des Murs, 1845
- Kapuhu (Bubo capensis dillonii) Des Murs & Prevost, 1846
- Strichelbaumsteiger (Xiphorhynchus flavigaster eburneirostris) (Des Murs, 1847)
- Tupfenbartvogel (Capito niger amazonicus) Deville & Des Murs, 1849
- Prachtfruchttaube (Ptilinopus superbus temminckii) (Des Murs & Prévost, 1849)
- Zitronenschnabel-Ruderammer (Arremon flavirostris devillii) Des Murs, 1856
- Keilschnabel-Baumsteiger (Glyphorynchus spirurus castelnaudii) Des Murs, 1856
- Breithauben-Stirnvogel (Psarocolius angustifrons alfredi) (Des Murs, 1856)
- Silberameisenschnäpper (Sclateria naevia argentata) (Des Murs, 1856)
- Streifenbaumsteiger (Xiphorhynchus obsoletus palliatus) (Des Murs, 1856)
- Allfarblori (Trichoglossus haematodus deplanchii) Verreaux,J & Des Murs, 1860
- Schwarzkinn-Fruchttaube (Ptilinopus leclancheri gironieri) (Verreaux  & Des Murs, 1862)

## Werke
Jahr 1842
- Ova Avium plurimarum. Dondey-Dupré, Paris 1842.
- Ovographie Ornithologique. In: Magasin de zoologie. Band 4, 1842, S. 1–16 (biodiversitylibrary.org).
- Voyage de M. Jules Verreaux à la Nouvelle-Hollande. In: Revue zoologique. Band 5, 1842, S. 369–372 (online [abgerufen am 24. September 2011]).

Jahr 1843
- Ovographie Ornithologique De la coquille de l’œuf et de sa nature diversement réfractaire. In: Magasin de zoologie. Band 5, 1843, S. 1–4 (biodiversitylibrary.org).
- Notice sur le genre ornithologique rupicole ou coq de roche et considérations oologiques. In: Magasin de zoologie. Band 5, 1843, S. 1–9 (biodiversitylibrary.org).

Jahr 1844
- II. Analyses d’ouvrage nouveaux: Faune ornithologique de la Sicile, avec des observations sur l’habitat ou l’apparition des oiseaux de cette île, soit dans le reste de l’Europe, soit dans le nord de l’Afrique, par Alfred Malherbe (de l’Ile-de-France). Metz typographie de Lamort, 1843. In: Revue zoologique. Band 7, 1844, S. 21–24 (online [abgerufen am 24. September 2011]).
- Ovographie ornithologique: De l’influence de la nourriture sur la coloration de l’œuf des oiseaux, par M.O. Des Murs. In: Revue zoologique. Band 7, 1844, S. 75–78 (online [abgerufen am 24. September 2011]).
- Ovographie ornithologique: De l’influence du climat sur la coloration de l’œuf des oiseaux, par M.O. Des Murs. In: Revue zoologique. Band 7, 1844, S. 129–133 (online [abgerufen am 24. September 2011]).
- Ovographie ornithologique: De la matière Colorante dans l’Œuf des Oiseaux, et de l’influence de l’incubation sur le développement de cette matière à la surface de la Coquille, par M.O. Des Murs. In: Revue zoologique. Band 7, 1844, S. 161–167 (online [abgerufen am 24. September 2011]).
- Ovographie ornithologique. Du rapport qui peut exister entre la forme et la disposition générales des taches, à la surfaces de la coquille des Œufs colorés, et le mode de sortie de L’Œufs ou d'exclusion du Cloaque, par M.O. Des Murs. In: Revue zoologique. Band 7, 1844, S. 209–214 (online [abgerufen am 24. September 2011]).
- Notice et Considérations Oologiques sur la place à assigner au Genre Ornithologique Flamant (Phœnicoplerus, L.); par M.O. Des Murs. In: Revue zoologique. Band 7, 1844, S. 241–246 (online [abgerufen am 24. September 2011]).
- II. Analyses d’ouvrage nouveaux: Liste de toutes les espèces d’Oiseaux qui se trouvent au Muséum Britannique (List of the specimens of Birds in the Collection of the British Museum), par M. John Edward Gray. In: Revue zoologique. Band 7, 1844, S. 268–270 (online [abgerufen am 24. September 2011]).
- Note sur la Motacilla melanocephala, et sur la Fulica cristata. In: Revue zoologique. Band 7, 1844, S. 478–479 (online [abgerufen am 24. September 2011]).
- Notice et considération oologiques sur le genre ornithologique CAURALE, Ardea helias (L.). In: Magasin de zoologie. Band 5, 1844, S. 1–6 (biodiversitylibrary.org).
- Notice et considération oologiques sur la classification du genre ornithologique COURLAN ou COURLIRI (Buff.) pl. enlum., 848; Ardea, Gm.; Scolopax, Lin., Numenius, Briss. In: Magasin de zoologie. Band 5, 1844, S. 1–8 (biodiversitylibrary.org).

Jahr 1845
- Description de quelques espéces nouvelles d’Oiseaux, par M. O. Des Murs. In: Revue zoologique. Band 8, 1845, S. 175–179 (online [abgerufen am 24. September 2011]).
- Description de quelques espéces nouvelles d’Oiseaux, par M. O. Des Murs. In: Revue zoologique. Band 8, 1845, S. 207–209 (online [abgerufen am 24. September 2011]).
- Notice sur le genre Aigle Aquila, par M.O. Des Murs. In: Revue zoologique. Band 8, 1845, S. 271–274 (online [abgerufen am 24. September 2011]).
- Notice sur le genre Pédionome Pedionomus (Gould), par M.O. Des Murs (1). In: Revue zoologique. Band 8, 1845, S. 274–277 (online [abgerufen am 24. September 2011]).
- Ornitologia Powszechna, etc. Tyzenhauza. Vilno, 1843. – Ornithologique générale; par M. Koustantego Tyzenauz. In 8 Vilna, 1843. In: Revue zoologique. Band 8, 1845, S. 295–298 (online [abgerufen am 24. September 2011]).
- Notice sur l’espèce de Passereau nommée Poëphila mirabilis dans l’Atlas du Voyage au Pol Sud. In: Revue zoologique; par M.O. Des Murs. Band 8, 1845, S. 447–448 (online [abgerufen am 24. September 2011]).
- Notes sur une espèces Perruche nouvelle, par M. O. Des Murs. In: Revue zoologique. Band 8, 1845, S. 447–448 (online [abgerufen am 24. September 2011]).

Jahr 1846
- zusammen mit Florent Prévost: Description d’une nouvelle espèce d’oiseaux de Madagascar, du genre Philépitte, et de trois nouvelles espèces d’Abyssinie, par MM. O. Des Murs et Florent Prévost. In: Revue zoologique. Band 9, 1846, S. 241–243 (online [abgerufen am 24. September 2011]).
- Note rectificative d’un article inséré dans le Magasin de zoologie de 1844, 36e livraison, sur la classification du genre Courlan on Courliri, Numenius guaranna (Briss.), par M. O. Des Murs. In: Revue zoologique. Band 9, 1846, S. 164–167 (online [abgerufen am 24. September 2011]).
- zusammen mit Jacques Pucheran: Description d’une autre espèce nouvelle de Guêpier; par MM. O. Des Murs et Pucheran. In: Revue zoologique. Band 9, 1846, S. 561–563 (online [abgerufen am 24. September 2011]).

Jahr 1847
- Théophile Lefebvre, Antoine Petit, Léon Richard Quartin-Dillon, Vignaud: Voyage en Abyssinie: exécuté pendant les années 1839, 1840, 1841, 1842, 1843 – Zoologie (Teil Oiseaux). Band 6. Arthus-Bertrand, Paris 1847 (online [abgerufen am 24. September 2011]).
- Claudio Gay: Historia fisica y politica de Chile segun documentos adquiridos en esta Republica durante doce años de residencia en ella – Zoologia (Teil Aves). Band 1. Maulde Y Renou, Paris 1847 (online [abgerufen am 24. September 2011]).

Jahr 1848
- Complément de la notice sur la spécification distincte du Spizaetus braccatus (Harpya braccata, Spix) d’avec le Spizaetus ornatus (Falco ornatus, Daudin), et le Spizaetus tyrannus (Falco tyrannus, Temm.); par M. 0. Des Murs. In: Revue zoologique. Band 11, 1848, S. 35–39 (online [abgerufen am 24. September 2011]).
- Notice sur la distinction spécifique du Coffre de Le Vaillant, Aquila vulturina (A. Smith), et de l’Aigle Verreaux, Aquila Verreauxii (Lesson); par M. 0. Des Murs. In: Revue zoologique. Band 11, 1848, S. 95–108 (online [abgerufen am 24. September 2011]).

Jahr 1849
- zusammen mit Jules Verreaux: Description d’une nouvelle espèce de Perroquet par MM. Jules Verreaux et O. Des Murs, Cuculus macrourus. In: Revue et magasin de zoologie pure et appliquée. Band 1, 1849, S. 58 (online [abgerufen am 29. September 2011]).
- zusammen mit Jules Verreaux: Nouvelle espèce de Coucou se rapprochant du genre Piaya décrite par MM. Jules Verreaux et O. Des Murs, Cuculus macrourus. In: Revue et magasin de zoologie pure et appliquée. Band 1, 1849, S. 277 (online [abgerufen am 29. September 2011]).
- zusammen mit Emile Deville: Notice sur le Barbu orangé du Pérou (Capito Peruvianus); sur le Barbu de la Guyane (C. erythrocephalus ou Cayannensis), et sur une variété intermédiaire ou espèce nouvelle (C. amazonicus?), par MM. E. Deville et O. Des Murs. In: Revue et magasin de zoologie pure et appliquée. Band 1, 1849, S. 161–176 (online [abgerufen am 24. September 2011]).
- zusammen mit Emile Deville: Note sur une nouvelle espèce de Couroucou (Trogon ramoniana) et sur le Trogon meridionalis, par MM. E. Deville et O. Des Murs. In: Revue et magasin de zoologie pure et appliquée. Band 1, 1849, S. 331–333 (online [abgerufen am 24. September 2011]).
- Notice et considérations oolo- giques sur le genre ornithologique Poulesultane (Fulica porphyrio, L.), par O. Des Murs. In: Revue et magasin de zoologie pure et appliquée. Band 11, 1849, S. 439–444 (online [abgerufen am 24. September 2011]).
- Iconographie ornithologique. Nouveau recueil général de planches peintes d'oiseaux, Pour servir de Suite et de Complément aux Planches Enluminées de Buffon, Édition in-folio et in-4° de l'Imprimerie royale, 1770 et aux planches coloriées de mm. Temminck et Laugier de Chartrouse, mêmes formats, accompagné d'un texte raisonné, critique et descriptif, publié par O. des Murs; figures dessinées et peintes par Oudard, peintre attaché au Muséum d'histoire naturelle de Paris. Band 1. Friedrich Klincksieck, Paris 1849 (online [abgerufen am 24. September 2011]).

Jahr 1850
- III. Analyse d'ouvrages nouveaux: Ornithologie européenne ou catalogue analytique et raisonné des Oiseaux observés en Europe, par M. le docteur C.D. Degland, administrateur du Musée d'histoire naturelle de Lille - Paris, librairie encyclypédique de Roret, rue Hautefeuille, 10. - A Lille, chez L. Daniel, imprimeur, Grande Place. In: Revue et magasin de zoologie pure et appliquée. Band 2, 1850, S. 295–304 (online [abgerufen am 24. September 2011]).

Jahr 1851
- zusammen mit Pierre-Hippolyte Lucas: Observations sor un nouveau genre d'Alouette de l'Afrique septentrionale, et sur quefques espèces d'Oiseaux déjà connus; par MM. O. Des Murs et H. Lucas (pl.1). In: Revue et Magasin de Zoologie Pure et Appliquée. Band 3, 1851, S. 24–33 (online [abgerufen am 24. September 2011]).

Jahr 1852
- in Jean-Charles Chenu: Encyclopédie d'histoire naturelle; ou, Traité complet de cette science d'après les travaux des naturalistes les plus éminents de tous les pays et de toutes les époques: Buffon, Daubenton, Lacépède, G. Cuvier, F. Cuvier, Geoffroy Saint-Hilaire, Latreille, De Jussieu, Brongniart, etc. etc - Oiseaux, Avec la cooperation de M. Des Murs. Band 1. Marescq et Compagnie, Gustave Havard, Paris 1852 (online [abgerufen am 24. September 2011]).
- in Jean-Charles Chenu: Encyclopédie d'histoire naturelle; ou, Traité complet de cette science d'après les travaux des naturalistes les plus éminents de tous les pays et de toutes les époques: Buffon, Daubenton, Lacépède, G. Cuvier, F. Cuvier, Geoffroy Saint-Hilaire, Latreille, De Jussieu, Brongniart, etc. etc - Oiseaux, Avec la cooperation de M. Des Murs. Band 2. Marescq et Compagnie, Gustave Havard, Paris 1852.
- in Jean-Charles Chenu: Encyclopédie d'histoire naturelle; ou, Traité complet de cette science d'après les travaux des naturalistes les plus éminents de tous les pays et de toutes les époques: Buffon, Daubenton, Lacépède, G. Cuvier, F. Cuvier, Geoffroy Saint-Hilaire, Latreille, De Jussieu, Brongniart, etc. etc - Oiseaux, Avec la cooperation de M. Des Murs. Band 3. Marescq et Compagnie, Gustave Havard, Paris 1852 (online [abgerufen am 24. September 2011]).

Jahr 1853
- Notice sur les Lanius pitangua et sulphuratus de Linné, par M. O. Des Murs. In: Revue et magasin de zoologie pure et appliquée. Band 5, 1853, S. 3–8 (online [abgerufen am 24. September 2011]).
- Observations sur un nom spécifique : Catharte citadin, Lesson, Vultur urbis incola, Riccord, Cathartes urbis incola, Lesson, omis jusqu'à ce jour dans toutes les synonymies des espèces du genre Catharte, par M. O. Des Murs. In: Revue et magasin de zoologie pure et appliquée. Band 5, 1853, S. 146–154 (online [abgerufen am 24. September 2011]).
- Description d'une nouvelle espèce de Phalcobène, Phalcobœnus carunculatus, par M. O. Des Murs. In: Revue et magasin de zoologie pure et appliquée. Band 5, 1853, S. 154–155 (online [abgerufen am 24. September 2011]).
- III. Analyse d'ouvrages nouveaux: Principes de physiologie et éléments de morphogénie générale, par M. le Dr J.-E. Cornay (de Rochefort). Paris, 1853; par M.O. Des Murs. In: Revue et magasin de zoologie pure et appliquée. Band 5, 1853, S. 231–240 (online [abgerufen am 24. September 2011]).
- in Jean-Charles Chenu: Encyclopédie d'histoire naturelle; ou, Traité complet de cette science d'après les travaux des naturalistes les plus éminents de tous les pays et de toutes les époques: Buffon, Daubenton, Lacépède, G. Cuvier, F. Cuvier, Geoffroy Saint-Hilaire, Latreille, De Jussieu, Brongniart, etc. etc - Oiseaux, Avec la cooperation de M. Des Murs. Band 4. Marescq et Compagnie, Gustave Havard, Paris 1853 (online [abgerufen am 24. September 2011]).
- in Jean-Charles Chenu: Encyclopédie d'histoire naturelle; ou, Traité complet de cette science d'après les travaux des naturalistes les plus éminents de tous les pays et de toutes les époques: Buffon, Daubenton, Lacépède, G. Cuvier, F. Cuvier, Geoffroy Saint-Hilaire, Latreille, De Jussieu, Brongniart, etc. etc - Oiseaux, Avec la cooperation de M. Des Murs. Band 5. Marescq et Compagnie, Gustave Havard, Paris 1853.

Jahr 1854
- in Jean-Charles Chenu: Encyclopédie d'histoire naturelle; ou, Traité complet de cette science d'après les travaux des naturalistes les plus éminents de tous les pays et de toutes les époques: Buffon, Daubenton, Lacépède, G. Cuvier, F. Cuvier, Geoffroy Saint-Hilaire, Latreille, De Jussieu, Brongniart, etc. etc - Oiseaux, Avec la cooperation de M. Des Murs. Band 6. Marescq et Compagnie, Gustave Havard, Paris 1854.

Jahr 1855
- in Francis de La Porte de Castelnau: Animaux nouveaux ou rares recueillis pendant l'expédition dans les parties centrales de l' Amérique du Sud, de Rio de Janeiro à Lima, et de Lima au Para : exécutée par ordre du gouvernement Français pendant les années 1843 à 1847 - Oiseaux. Band 3. P. Bertrand, Paris 1855 (online [abgerufen am 24. September 2011]).
- zusammen mit Isidore Geoffroy Saint-Hilaire, Florent Prévot, Auguste Henri André Duméril, Achille Valenciennes: Voyage autour du monde sur la frégate la Vénus. commandée par Abel de Petit-Thouars, Capitaine de vaisseau, Commandeur de la Légion d'honneur. Zoologie: mammifères, oiseaux, reptiles, et poissons. Band Zoologie. Gide et J. Baudry, Paris 1855 (online [abgerufen am 9. Januar 2013]).
- III. Analyse d'ouvrages nouveaux: Le Monde des Oiseaux. Ornithologie passionnelle, In-8. Paris 1853. Ier, par M. A. Toussenel (Premier article). In: Revue et magasin de zoologie pure et appliquée. Band 7, 1855, S. 41–47 (online [abgerufen am 24. September 2011]).
- III. Analyse d'ouvrages nouveaux: Le Monde des Oiseaux. Ornithologie passionnelle, In-8. Paris 1853. Ier, par M. A. Toussenel (Second article). In: Revue et magasin de zoologie pure et appliquée. Band 7, 1855, S. 193–199 (online [abgerufen am 24. September 2011]).
- Zusammen mit Jules Verreaux, Édouard Verreaux: Nisus Toussenelii in Oiseaux nouveaux du Gabon. In: Journal für Ornithologie. Band 3, Nr. 14, 1855, S. 101–106 (online [abgerufen am 12. Dezember 2012]).

Jahr 1856
- Histoire des comtes du Perche de la famille des Rotrou de 943 a 1231. A. Gouverneur, Paris 1856 (online [abgerufen am 24. September 2011]).

Jahr 1858
- III. Analyse d'ouvrages nouveaux: Traduction des Scènes de la nature dans les États-Unis et le nord de l'Amérique d'Audubon, par M. Eug. Bazin, in 8; Paris, Bertrand, libraire. In: Revue et magasin de zoologie pure et appliquée. Band 10, 1858, S. 379–382 (online [abgerufen am 24. September 2011]).
- III. Traduction des Scènes de la nature dans les États-Unis et le nord de l'Amérique d'Audubon, par M. Eug. Bazin, in 8; Paris, Bertrand, libraire (Voir 1858, S. 379). In: Revue et magasin de zoologie pure et appliquée. Band 7, 1855, S. 412–414 (online [abgerufen am 24. September 2011]).

Jahr 1859
- Notes sur les deux dernières espèces de Céphaloptères. In: Revue et magasin de zoologie pure et appliquée. Band 11, 1859, S. 193–201 (online [abgerufen am 24. September 2011]).
- The IBIS, a Magazine of general ornithology, edited by Philip Lutley Sclater. In: Revue et magasin de zoologie pure et appliquée. Band 11, 1859, S. 227–228 (online [abgerufen am 24. September 2011]).
- III. Analyse d'ouvrages - Observation sur les mœurs des divers oiseaux du Mexique, par M. de Saussure. In: Revue et magasin de zoologie pure et appliquée. Band 11, 1859, S. 274–276 (online [abgerufen am 24. September 2011]).
- III. Analyse d'ouvrages - North American Oology; by Thomas M. Brewer, m. d. In: Revue et magasin de zoologie pure et appliquée. Band 11, 1859, S. 450–454 (online [abgerufen am 24. September 2011]).
- Considérations oologiques sur l'Oiseau type du genre Baléniceps, par M. O. Des Murs. In: Revue et magasin de zoologie pure et appliquée. Band 11, 1859, S. 450–454 (online [abgerufen am 24. September 2011]).

Jahr 1860
- III. Analyses d'ouvrage nouveaux: Traité général d'Oologie ornithologique au point de vue de la classification, par M. O. Des Murs, 1 Vol. in-8, 1860. In: Revue et magasin de zoologie pure et appliquée. Band 12, 1860, S. 176–183 (online [abgerufen am 29. September 2011]).
- Description d'un Oiseau nouveau; par M. J. Verreaux. In: Revue et magasin de zoologie pure et appliquée. Band 12, 1860, S. 206–207 (online [abgerufen am 29. September 2011]).
- zusammen mit Jules Verreaux: Oiseaux de la Nouvelle-Calédonie; espèces nouvelles décrites par MM. Jules Verreaux et O. Des Murs. In: Revue et magasin de zoologie pure et appliquée. Band 12, 1860, S. 280 (online [abgerufen am 24. September 2011]).
- zusammen mit Jules Verreaux: Description d'Oiseaux nouveaux de la Nouvelle-Calédonie et indication des espèce déja connus de ce pays, par MM. Jules Verreaux et O. Des Murs. In: Revue et magasin de zoologie pure et appliquée. Band 12, 1860, S. 383–396 (online [abgerufen am 24. September 2011]).
- zusammen mit Jules Verreaux: Description d'Oiseaux nouveaux de la Nouvelle-Calédonie et indication des espèce déja connus de ce pays, par MM. Jules Verreaux et O. Des Murs. In: Revue et magasin de zoologie pure et appliquée. Band 12, 1860, S. 431–443 (online [abgerufen am 24. September 2011]).
- Sur le Passer domesticus et sa place oologique dans série, par M. O. Des Murs (1). In: Revue et magasin de zoologie pure et appliquée. Band 12, 1860, S. 20–26 (online [abgerufen am 24. September 2011]).
- Observations au sujet des Considérations sur les œufs des oiseaux de M. Moquin-Tandon, par M. O. Des Murs. In: Revue et magasin de zoologie pure et appliquée. Band 12, 1860, S. 110–118 (online [abgerufen am 24. September 2011]).
- Traité général d'Oologie ornithologique au point de vue de la classification. Friedrich Klincksieck, Paris 1860 (online [abgerufen am 24. September 2011]).
- III. Analyse d'ouvrages nouveaux: Le Monde des Oiseaux. Ornithologie passionnelle, In-8. Paris 1853. Ier, par M. A. Toussenel, 2e et 3e volumes (Troisième article). In: Revue et magasin de zoologie pure et appliquée. Band 12, 1860, S. 556–563 (online [abgerufen am 24. September 2011]).

Jahr 1861
- Théorie sur la formation de la coquille dans l'œuf des oiseaux., par M. O. Des Murs. In: Revue et magasin de zoologie pure et appliquée. Band 13, 1861, S. 433–435 (online [abgerufen am 24. September 2011]).

Jahr 1862
- mit Jean-Charles Chenu, Jules Verreaux: Leçons élémentaires sur l'histoire naturelle des oiseaux. Band 1. L. Hachette, Paris 1862.
- mit Jean-Charles Chenu, Jules Verreaux: Leçons élémentaires sur l'histoire naturelle des oiseaux. Band 2. L. Hachette, Paris 1862 (online [abgerufen am 24. September 2011]).
- mit Jean-Charles Chenu, Jules Verreaux: Musée Ornithologique. Collection des Planches coloriées de tous les Oiseaux connus, classés par Ordres, Familles et Genres. Paris 1862 (online [abgerufen am 24. September 2011] Nur Information zum Buch).
- mit Jean-Charles Chenu: La fauconnerie ancienne et moderne - Supplement au Tome deuxième Leçons élémentaires sur l'histoire naturelle des oiseaux. Band 1. L. Hachette, Paris 1862 (online [abgerufen am 24. September 2011]).
- Étude sur le Tachard de Levaillant, par M. O. Des Murs. In: Revue et magasin de zoologie pure et appliquée. Band 14, 1862, S. 49–54 (online [abgerufen am 24. September 2011]).
- zusammen mit Jules Verreaux: Description d’une nouvelle espèce de Pigeon du genre Leucotreron. In: The Ibis. Band 4, Nr. 16, 1862, S. 342–343 (biodiversitylibrary.org).

Jahr 1863
- Notice sur l'œuf de l'Alca impennis, par M. O. Des Murs. In: Revue et magasin de zoologie pure et appliquée. Band 15, 1863, S. 3–5 (online [abgerufen am 24. September 2011]).
- Notice sur les oiseaux de la petite famille des Thinocoridés et sur les caractères de leur œuf, par M. O. Des Murs. In: Revue et magasin de zoologie pure et appliquée. Band 15, 1863, S. 145–150 (online [abgerufen am 24. September 2011]).
- Note sur les espèces du genre Pyrrhulauda et leur œuf, par M. O. Des Murs. In: Revue et magasin de zoologie pure et appliquée. Band 15, 1863, S. 209–212 (online [abgerufen am 24. September 2011]).
- Note sur le travail de M. Marchand, intitulé, Poussins des oiseaux d'Europe, par M. O. Des Murs. In: Revue et magasin de zoologie pure et appliquée. Band 15, 1863, S. 249–252 (online [abgerufen am 24. September 2011]).

Jahr 1866
- Un mot sur les oiseaux fossiles en général et en particulier sur l'Archaeopteryx lithographica, par M. O. Des Murs. In: Revue et magasin de zoologie pure et appliquée. Band 18, 1866, S. 256–260 (online [abgerufen am 24. September 2011]).

Jahr 1874
- Notice nécrologique sur Jules Verreaux, voyageur et aide-naturaliste du Muséum d'histoire naturelle de Paris, par M. O. Des Murs. In: Bulletin de la Société nationale d'acclimatation de France. Band 1, 1874, S. 37–47 (online [abgerufen am 25. September 2011]).

Jahr 1879
- La Verité sur le Coucou: Ornithologie du 19e siècle. A. m. d. T.: Histoire naturelle de la famille des coucous. C. Klincksieck, Paris 1879.

Jahr 1886
- Proposition d'un système unique de classification en zoologie, spécialement pour l'ornithologie., par M. O. Des Murs. In: Bulletin de la Société nationale d'acclimatation de France. Band 3, 1886, S. 513–517 (online [abgerufen am 24. September 2011]).
- Description des oiseaux d'Europe, de leurs oeufs et de leurs nids : musée ornithologique illustré. Les oiseaux d'eaux. Band 1. J. Rothschild, Paris 1886 (online [abgerufen am 24. September 2011]).
- Description des oiseaux d'Europe, de leurs oeufs et de leurs nids : musée ornithologique illustré. Les oiseaux de rivage et de terre. Band 2. J. Rothschild, Paris 1886 (online [abgerufen am 24. September 2011]).

Jahr 1887
- Description des oiseaux d'Europe, de leurs oeufs et de leurs nids : musée ornithologique illustré. Les oiseaux des champs et des Bois ou Passereaux. Band 3 (Teil 1). J. Rothschild, Paris 1887 (online [abgerufen am 24. September 2011]).
- Description des oiseaux d'Europe, de leurs oeufs et de leurs nids : musée ornithologique illustré. Les oiseaux des champs et des Bois ou Passereaux. Band 3 (Teil 2). J. Rothschild, Paris 1887 (online [abgerufen am 24. September 2011]).
- Description des oiseaux d'Europe, de leurs oeufs et de leurs nids : musée ornithologique illustré. Les Oiseaux de proie ou repaces. Band 4. J. Rothschild, Paris 1887 (online [abgerufen am 24. September 2011]).

Jahr 1888
- Éphémérides du château et de la ville de Nogent-le-Rotrou sous les principaux seigneurs de cette baronnie, par O. Des Murs. E. Lecomte, Paris 1888.